# Appius Claudius Crassus
Appius Claudius Crassus (? – Kr. e. 451 után, Marcus Terentius Varro szerint Appius Claudius Crassinus Inregillensis Sabinus volt a neve) római politikus, a patrícius Claudiusok nemzetségének tagja, a nemzetséget alapító Appius Claudius Sabinus Regillensis unokája volt.
Egyes források alapján úgy tűnik, azonos apjával, a Kr. e. 471-ben consulságot viselt Appius Claudius Sabinusszal, akiről viszont az ókori szerzők úgy tudják, öngyilkosságot követett el, miután a néptribunusok perbe fogták. Crassust Kr. e. 451-ben választották consullá, és még abban az évben a törvények lejegyzésével megbízott decemvirek egyike lett. Kr. e. 450-ben újraválasztották a testületben, ahol rendkívüli befolyása volt, azonban a plebejusokkal szembeni zsarnokoskodásai miatt perbe fogták, és még a per előtt öngyilkos lett (Livius szerint) vagy börtönben ölték meg (Dionüsziosz szerint).
Két fia ismert, Appius és Publius. Előbbi Kr. e. 424-ben consuli hatalmú katonai tribunus volt, utóbbiról semmit sem tudni. Utódai a Kr. e. 4. század folyamán is előkelő pozíciókat töltöttek be, de nem sokat tudni róluk; a nemzetség következő jelentős tagja Crassus ükunokája, Appius Claudius Caecus volt. Leszármazottai a Kr. u. 1. századig a Római Köztársaság legbefolyásosabb és legelőkelőbb tagjai voltak, Tiberius, Caligula és Claudius császárok egyaránt leszármazottai közé tartoztak.
| Elődei: Titus Lananius Lanatus és Publius Sestius Capitolinus Vaticanus | Consul Kr. e. 451 collega: Titus Genucius Augurinus | Utódai: decemvirek |